# Campeonato Europeu Júnior de Natação de 1982
O Campeonato Europeu Júnior de Natação de 1982 foi a 9ª edição do evento organizado pela Liga Europeia de Natação (LEN). A competição foi realizada entre os dias 26 e 29 de agosto de 1982 em Innsbruck na Áustria. Nessa edição o número de eventos foi ampliado para 33, sendo inserida três provas de revezamento. Teve como destaque a União Soviética com 14 medalhas de ouro.

## Participantes
- Natação: Nadadores que não tinham mais de 15 anos em 1982. Nascidos não antes de 1967.
- Saltos Ornamentais: Saltadores que não tinham mais de 16 anos em 1982. Nascidos não antes de 1966.

## Medalhistas

### Natação
Os resultados foram os seguintes. 
Masculino
| Evento          | Ouro                              | Ouro     | Prata                               | Prata    | Bronze                                | Bronze   |
| 100 m Livre     | Itália · Antonio Consiglio        | 53.68    | Alemanha Ocidental · Rolf Maltzahn  | 53.91    | Suécia · Patrik Birgersson            | 54.30    |
| 200 m Livre     | Alemanha Oriental · Uwe Daßler    | 1:56.04  | Hungria · Zoltán Szilágyi           | 1:56.05  | União Soviética · Dmitri Sukhomlinov  | 1:57.79  |
| 400 m Livre     | Alemanha Oriental · Uwe Daßler    | 4:00.15  | Hungria · Zoltán Szilágyi           | 4:04.67  | Alemanha Ocidental · Frank Kinner     | 4:04.89  |
| 1500 m Livre    | Hungria · Zoltán Szilágyi         | 15:56.00 | Alemanha Oriental · Uwe Daßler      | 15:57.19 | França · Eric Batitfoulier            | 16:02.32 |
| 100 m Costas    | União Soviética · Igor Polianski  | 58.88    | Alemanha Oriental · Frank Schneider | 1:00.12  | Alemanha Ocidental · Peter Bermel     | 1:01.09  |
| 200 m Costas    | União Soviética · Igor Polianski  | 2:05.29  | Hungria · Tamás Darnyi              | 2:07.09  | Alemanha Oriental · Frank Schneider   | 2:09.55  |
| 100 m Peito     | União Soviética · Mikhail Dozorov | 1:05.81  | União Soviética · Eduard Klimentiev | 1:06.59  | Alemanha Ocidental · Alex Mayer       | 1:08.67  |
| 200 m Peito     | União Soviética · Mikhail Dozorov | 2:25.66  | França · Christopher Deneuville     | 2:28.66  | União Soviética · Aleksandr Kuznetsov | 2:28.68  |
| 100 m Borboleta | Espanha · Marcos Verdaguer        | 57.61    | União Soviética · Artur Iakovlev    | 58.63    | Hungria · Tamás Darnyi                | 59.1     |
| 200 m Borboleta | Hungria · Tamás Darnyi            | 2:07.34  | Alemanha Oriental · Thomas Körber   | 2:08.88  | União Soviética · Arthur Iakovlev     | 2:09.65  |
| 200 m Medley    | Hungria · Tamás Darnyi            | 2:09.18  | União Soviética · Mikhail Dozorov   | 2:11.54  | Alemanha Ocidental · Peter Bermel     | 2:12.37  |
| 400 m Medley    | Hungria · Tamás Darnyi            | 4:36.22  | Suécia · Henrik Leek                | 4:43.91  | Alemanha Oriental · Thomas Körber     | 4:44.57  |
| 4x100 m Livre   | União Soviética                   | 3:35.18  | Suécia                              | 3:37.38  | Alemanha Ocidental                    | 3:37.71  |
| 4x200 m Livre   | União Soviética                   | 7:55.64  | Alemanha Ocidental                  | 7:57.85  | Alemanha Oriental                     | 8:00.15  |
| 4x100 m Medley  | União Soviética                   | 3:58.71  | Alemanha Ocidental                  | 4:04.33  | Alemanha Oriental                     | 4:05.07  |

Feminino
| Evento          | Ouro                                 | Ouro    | Prata                                 | Prata   | Bronze                               | Bronze  |
| 100 m Livre     | União Soviética · Tatiana Elochina   | 57.56   | União Soviética · Svetlana Kopchikova | 57.91   | Hungria · Andrea Orosz               | 57.93   |
| 200 m Livre     | Hungria · Andrea Orosz               | 2:04.51 | Alemanha Oriental · Ute Mückel        | 2:05.74 | Alemanha Oriental · Annett Möller    | 2:06.09 |
| 400 m Livre     | Hungria · Andrea Orosz               | 4:21.85 | Países Baixos · Ilse Oegema           | 4:23.76 | Reino Unido · Sarah Hardcastle       | 4:23.93 |
| 800 m Livre     | Alemanha Oriental · Ute Zerfass      | 8:57.41 | Reino Unido · Sarah Hardcastle        | 8:58.15 | Roménia · Teodora Hauptricht         | 8:58.67 |
| 100 m Costas    | Alemanha Oriental · Birte Weigang    | 1:04.83 | Roménia · Anca Patrascoiu             | 1:04.89 | Alemanha Ocidental · Svenja Schlicht | 1:05.75 |
| 200 m Costas    | União Soviética · Viktoria Klotchko  | 2:18.67 | Roménia · Anca Patrascoiu             | 2:20.15 | Alemanha Oriental · Birte Weigang    | 2:20.39 |
| 100 m Peito     | Alemanha Oriental · Sylvia Gerasch   | 1:12.22 | Itália · Simona Brighetti             | 1:12.47 | União Soviética · Olga Zelenkova     | 1:13.21 |
| 200 m Peito     | Alemanha Oriental · Sylvia Gerasch   | 2:36.28 | União Soviética · Olga Zelenkova      | 2:37.34 | Países Baixos · Petra Hillenius      | 2:38.68 |
| 100 m Borboleta | Alemanha Oriental · Ute Mückel       | 1:03.15 | Alemanha Oriental · Sylvia Scheller   | 1;03.22 | Suécia · Elizabeth Ahlgren           | 1:04.54 |
| 200 m Borboleta | Alemanha Oriental · Ute Mückel       | 2:18.20 | Roménia · Gabriela baka               | 2:19.22 | Países Baixos · Mirjan van Aarsen    | 2:19.24 |
| 200 m Medley    | União Soviética · Svetlana Kopcikova | 2:19.69 | Alemanha Oriental · Sabine Schacke    | 2:23.14 | Alemanha Ocidental · Katja Kumpf     | 2:23.44 |
| 400 m Medley    | Polónia · Aneta Chmelik              | 4:59.70 | Roménia · Gabriela Baka               | 5:00.03 | Alemanha Oriental · Ute Zerfass      | 5:02.95 |
| 4x100 m Livre   | União Soviética                      | 3:55.21 | Alemanha Oriental                     | 3:57.28 | Suécia                               | 3:58.17 |
| 4x100 m Medley  | Alemanha Oriental                    | 4:18.87 | União Soviética                       | 4:20.10 | Suécia                               | 4:24.64 |

### Saltos ornamentais
Masculino
| Evento                     | Ouro                            | Ouro   | Prata                              | Prata  | Bronze                        | Bronze |
| Trampolim 3 m individual   | Países Baixos · Edwin Jongejans | 537.66 | União Soviética · Vladimir Semenko | 502.20 | Itália · Oscar Bertone        | 468.48 |
| Plataforma 10 m individual | União Soviética · Gladcenko     | 488.94 | União Soviética · Vladimir Semenko | 420.72 | Alemanha Oriental · Burghardt | 410.61 |

Feminino
| Evento                     | Ouro                           | Ouro   | Prata                               | Prata  | Bronze                     | Bronze |
| Trampolim 3 m individual   | União Soviética · Andrekina    | 447.78 | União Soviética · Tatiana Aliabieva | 446.40 | Alemanha Oriental · Koch   | 422.85 |
| Plataforma 10 m individual | União Soviética · Stasulievich | 322.70 | Alemanha Oriental · Mayer           | 317.70 | Roménia · Luiza Nicoalescu | 310.08 |

## Quadro de medalhas
| Ordem | País               | Medalha de ouro | Medalha de prata | Medalha de bronze | Total |
| ----- | ------------------ | --------------- | ---------------- | ----------------- | ----- |
| 1     | União Soviética    | 14              | 9                | 4                 | 27    |
| 2     | Alemanha Oriental  | 9               | 8                | 9                 | 26    |
| 3     | Hungria            | 6               | 3                | 2                 | 11    |
| 4     | Países Baixos      | 1               | 1                | 2                 | 4     |
| 5     | Itália             | 1               | 1                | 1                 | 3     |
| 6     | Polónia            | 1               | 0                | 0                 | 1     |
| 6     | Espanha            | 1               | 0                | 0                 | 1     |
| 8     | Roménia            | 0               | 4                | 2                 | 6     |
| 9     | Alemanha Ocidental | 0               | 3                | 7                 | 10    |
| 10    | Suécia             | 0               | 2                | 4                 | 6     |
| 11    | Reino Unido        | 0               | 1                | 1                 | 2     |
| 11    | França             | 0               | 1                | 1                 | 2     |
| Total | Total              | 33              | 33               | 33                | 99    |